# Accord sur l'application des mesures sanitaires et phytosanitaires
L'accord sur l'application des mesures sanitaires et phytosanitaires, ou « accord SPS », est un traité international de l'Organisation mondiale du commerce. Il a été négocié au cours du Cycle d'Uruguay de l'accord général sur les tarifs douaniers et le commerce, et est entré en vigueur avec la création de l'OMC au début de l'année 1995.
Selon l'accord SPS, l'OMC définit des contraintes sur les politiques des États-Membres relatives à la sécurité alimentaire (contaminants bactériens, pesticides, inspection et étiquetage) ainsi qu'à la santé animale et végétale (phytosanitaire) en référence aux parasites et aux maladies importés. Trois organismes de normalisation définissent les normes à respecter par les membres de l'OMC pour définir leurs méthodologies SPS. Ce sont la Commission du Codex Alimentarius (Codex), l'Organisation mondiale de la santé animale (OIE) et le Secrétariat de la Convention internationale pour la protection des végétaux (CIPV).
L'accord SPS est étroitement lié à l'accord sur les obstacles techniques au commerce, qui a été signé la même année et a des objectifs similaires. L'accord SPS vise notamment a ceux que les dispositifs sanitaires et phytosanitaires n'induisent pas des entraves cachées et non-tarifaires pour le commerce. Ainsi seules les mesures de protections sanitaires et phytosanitaires ayant une justification scientifique nécessaires à la protection de la santé humaine, animale et à la préservation des végétaux sont autorités .

## Organismes génétiquement modifiés
En 2003, les États-Unis ont contesté un certain nombre de lois européennes restreignant l'importation d'organismes génétiquement modifiés (OGM), en faisant valoir qu'ils sont « injustifiables » et illégaux en vertu de l'accord SPS. En mai 2006, le groupe spécial de règlement des différends de l'OMC a rendu une décision complexe qui a contesté certains aspects de la réglementation des OGM de l'Union européenne, mais a rejeté la plupart des demandes formulées par les États-Unis.